# Mel Tormé
Melvin Howard Tormé (Chicago, 13 de setembro de 1925 – Los Angeles, 5 de junho de 1999) foi um cantor, compositor e baterista norte-americano, conhecido como um dos maiores cantores de jazz da história. Foi também ator de rádio, televisão, cinema e autor de cinco livros. Seu maior sucesso foi "Christmas Song", em parceria com Bob Wells e gravado por Nat King Cole.

## Juventude e Educação
Melvin Howard Tormé nasceu em Chicago, Illinois, filho de William David Tormé (nascido Wowe Torma, também grafado como Tarme ou Tarmo), um imigrante judeu polonês de Brest (atualmente Belarus), e de Sarah "Betty" Tormé (nascida Sopkin), natural da cidade de Nova York. Recebeu o nome do ator Melvyn Douglas e cresceu em um lar repleto de música e entretenimento. Seu pai, que ele recordava ter a voz pura de um cantor litúrgico (chazan), havia sido dançarino amador na juventude. Sua tia, Faye Tormé, alcançou fama local em Chicago, onde, apelidada de "Wonder Frisco Dancer", arrecadava fundos dançando em comícios de títulos de guerra em 1917–1918. A única educação musical formal de Mel veio de seu tio Al Tormé, que tocava ukulele e clarinete do sistema Albert. Sua única irmã, Myrna, nasceu poucas semanas antes de seu quarto aniversário.
Tormé cresceu em um bairro majoritariamente negro e foi profundamente influenciado pelo jazz. Um prodígio, apresentou-se profissionalmente pela primeira vez aos quatro anos de idade com a Coon-Sanders Orchestra, cantando “You’re Driving Me Crazy”, uma música que havia aprendido no rádio, no restaurante Blackhawk de Chicago. Foi convidado a voltar e se apresentava todas as segundas-feiras durante seis meses; recebia US$ 15 por noite e um jantar gratuito para sua família.
Em 1931, durante a Grande Depressão, seu pai perdeu a loja que possuía e passou a trabalhar como vendedor, enquanto sua mãe atuava como costureira. A família mudou-se para o South Side de Chicago para morar com seus avós. Sua avó contratou uma mulher negra chamada Alberta para cuidar de Mel e sua irmã durante o dia. Nas noites de sexta e sábado, Alberta tocava piano em uma banda de jazz de cinco integrantes no famoso Savoy Ballroom. Tormé mais tarde recordou sobre Alberta: "Ela tinha tudo — a sincopação, a concepção jazzística, a profundidade emocional no canto, os acordes deliciosamente dissonantes que tocava. Ela me expôs a tudo isso, e eu absorvi sua musicalidade por algum tipo de osmose.”
Para ajudar a família, Mel tocava bateria no corpo de tambores e cornetas da Escola Elementar Shakespeare. De 1933 a 1941, atuou nos programas de rádio The Romance of Helen Trent e Jack Armstrong, the All-American Boy. Escreveu sua primeira música aos 13 anos. Três anos depois, sua primeira canção publicada, “Lament to Love”, tornou-se um sucesso com o maestro Harry James.
Ele se formou na Hyde Park High School

## Carreira
Entre 1942 e 1943, Mel Tormé integrou a banda de Chico Marx, atuando como cantor, baterista e arranjador. Estreou no cinema em 1943 no filme Higher and Higher com Frank Sinatra e ganhou fama com o musical Good News (1947).
Em 1944, fundou o grupo vocal Mel Tormé and His Mel-Tones, um dos primeiros com influência do jazz vocal. Após sair do exército em 1946, iniciou carreira solo e ficou conhecido como “Velvet Fog” por sua voz suave, apelido que ele detestava. Teve sucesso com músicas como “Blue Moon” e “Careless Hands”, e ajudou a popularizar o cool jazz.
Nos anos 1950, apresentou o programa Mel Tormé Time e gravou álbuns de jazz vocal com o arranjador Marty Paich. Era admirado como cantor e arranjador. Em seu livro de 1994, citou Patty Andrews como uma de suas maiores influências vocais. Amava música clássica, mas rejeitava o rock and roll.
Nos anos 60 e 70, gravou versões de músicas pop da época e teve dois sucessos: “Mountain Greenery” e “Comin’ Home Baby”, este último lhe rendeu elogios de Ethel Waters, que disse que ele “cantava com a alma de um homem negro”.
Na TV, participou de séries como Dan Raven, The Judy Garland Show (com quem teve uma briga), The Lucy Show e Night Court, na qual aparecia como ele mesmo. Também esteve em Seinfeld e colaborou com os filhos Steve March-Tormé (cantor) e Tracy Tormé (roteirista de TV, como em Sliders).
Nos anos 80 e 90, voltou ao destaque no jazz, com apresentações frequentes e prêmios como o Edison Award e o DownBeat Award. Gravou seis álbuns com George Shearing e se apresentou ao redor do mundo com seu trio fixo. Também fez colaborações com músicos como Marty Paich, Doc Severinsen e Cleo Laine.

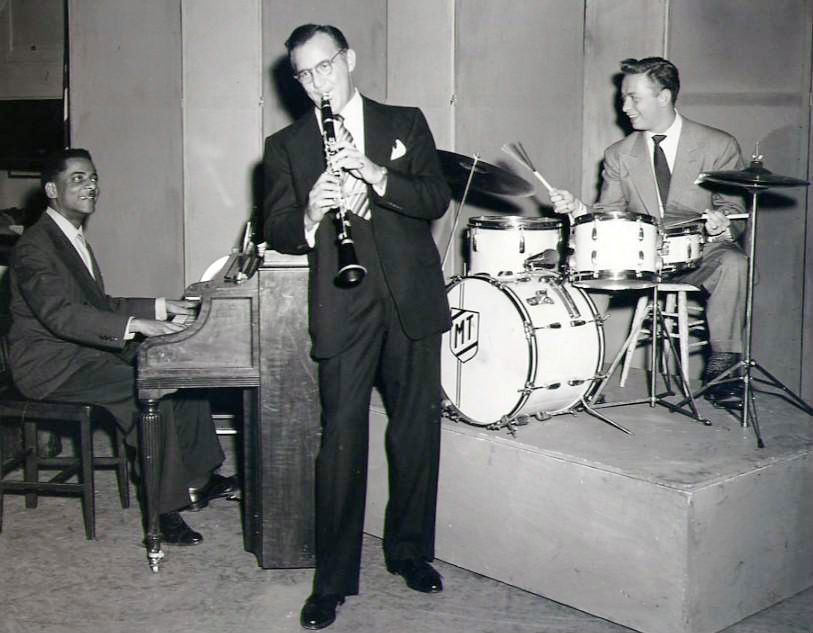
Tormé na bateria com Benny Goodman e Teddy Wilson

Em 1983, Tormé fez uma participação vocal no álbum Born to Laugh at Tornadoes, da banda Was (Not Was). Ele cantou a sátira jazzística “Zaz Turned Blue”, sobre um adolescente envolvido em asfixia erótica, com letra provocativa e ambígua sobre possíveis sequelas cerebrais.
Em 1991, lançou a biografia Traps, the Drum Wonder, sobre o baterista Buddy Rich, seu amigo desde 1944. Tormé também tocava um kit de bateria que pertenceu a Gene Krupa, e o usou ao vivo no Festival de Jazz de Chicago de 1979 ao lado de Benny Goodman.

### Escrita, composição e gravações
Tormé escreveu diversos livros, incluindo:
- The Other Side of the Rainbow (1970), sobre sua experiência com Judy Garland;
- Traps, the Drum Wonder (1991), biografia de Buddy Rich;
- My Singing Teachers (1994), sobre técnicas vocais;
- Wynner (1978), um romance;
- It Wasn’t All Velvet (1988), sua autobiografia.

Como compositor, escreveu mais de 250 músicas, muitas se tornaram clássicos. Ele também fazia seus próprios arranjos. Sua canção mais famosa, "The Christmas Song" (1946), foi criada com Bob Wells durante um dia quente na Califórnia. Para se refrescarem, imaginaram elementos típicos do inverno. A música foi gravada pela primeira vez por Nat King Cole. Tormé dizia ter escrito a melodia em 45 minutos, embora não fosse uma de suas favoritas — chamava-a de “minha aposentadoria”.

## Doença e Morte

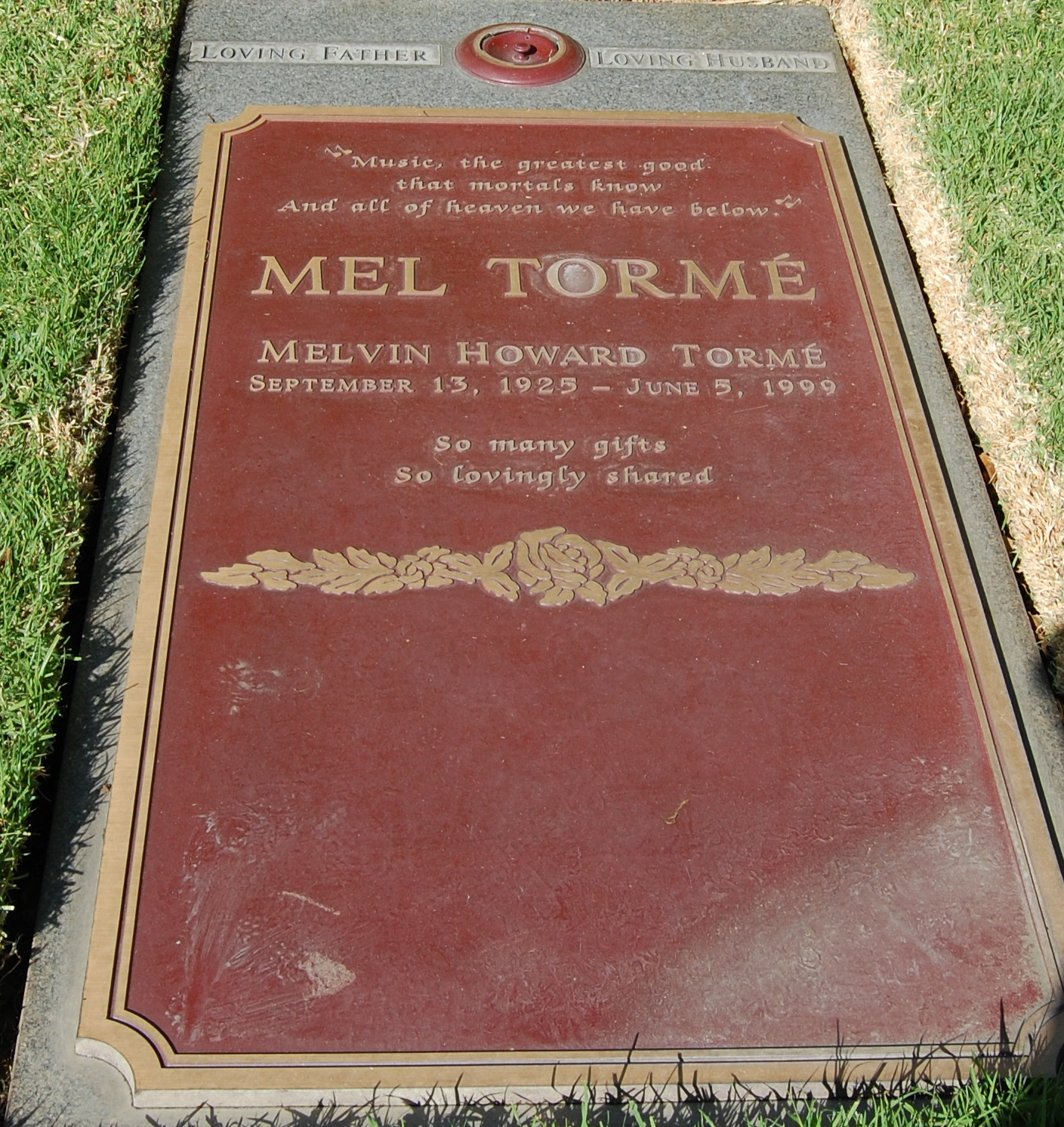

Em 8 de agosto de 1996, um derrame encerrou a carreira de cantor de Mel Tormé, que já durava 65 anos. Em fevereiro de 1999, ele recebeu o Grammy pelo Conjunto da Obra (Lifetime Achievement Award). Faleceu em 5 de junho de 1999, aos 73 anos, em decorrência de outro derrame. Foi sepultado no cemitério Westwood Village Memorial Park, em Los Angeles.

Em seu ensaio de homenagem, John Andrews escreveu:
O estilo de Tormé compartilhava muito com o de sua ídola, Ella Fitzgerald. Ambos tinham raízes firmes na era do swing, mas conseguiam incorporar inovações do bebop, mantendo suas performances modernas e vibrantes. Assim como Sinatra, cantavam com dicção perfeita e exploravam o conteúdo emocional das letras através de alterações sutis na fraseologia e harmonia. As baladas se destacavam pela reformulação melódica, sempre de forma elegante, apropriada e fiel à visão do compositor. Diferente de Sinatra, tanto Fitzgerald quanto Tormé se entregavam totalmente em números rápidos e swingados, com longos trechos de scat, improvisando com a voz como se fosse um instrumento de sopro.

## Discografia
Main article: Mel Tormé discography

## Filmes
- Higher and Higher (1943)
- Ghost Catchers (1944)
- Pardon My Rhythm (1944)
- Resisting Enemy Interrogation (1944)
- Let's Go Steady (1945)
- Junior Miss (1945)
- The Crimson Canary (1945) (dublador de bateria)
- Night and Day (1946) (baterista no ensaio)
- Janie Gets Married (1946)
- Good News (1947)
- Words and Music (1948)
- Duchess of Idaho (1950)
- The Fearmakers (1958)
- The Big Operator (1959)
- Girls Town (1959)
- Walk Like a Dragon (1960)
- The Private Lives of Adam and Eve (1960)
- The Patsy (1964) (Cameo)
- A Man Called Adam (1966) (Cameo)
- Land of No Return (1978)
- Artie Shaw: Time Is All You've Got (1985) (documentário)
- The Night of the Living Duck (1988) (short subject) (voz)
- Daffy Duck's Quackbusters (1988) (voz)
- The Naked Gun 2½: The Smell of Fear (1991) (Cameo)

## Televisão
- The Mel Tormé Show (1951–1952)
- TV's Top Tunes (host in 1951)
- Faye Emerson's Wonderful Town (1 episode, 1952)
- Summertime U.S.A. (1953)
- The Nat King Cole Show (July 9, 1957)
- The Comedian (1957) (written by Rod Serling, directed by John Frankenheimer)
- Playhouse 90, as Lester Hogarth in "The Comedian" (1957)
- The Pat Boone Chevy Showroom (January 7, 1960)
- U.S. Marshal, as Johnny Fleck in "The Man Who Lived Twice" (1960)
- Judy Garland Christmas Special (1963)
- To Tell the Truth (panelist, 1964)
- The Lucy Show as Mel Tinker (3 episodes, 1965–1967)
- The Sammy Davis Jr. Show (March 11, 1966)
- Run for Your Life, with Ben Gazzarra (episode writer)
- You Don't Say! (guest, 1967)
- The Virginian (special guest, episode writer, 1968)
- The Bold Ones: The Lawyers - episode "The Crowd Pleaser" (November 2, 1969)
- The Carol Burnett Show (2 episodes) Season 4 Episode 6 October 19, 1970 & Season 5 Episode 9 November 17, 1971
- It Was a Very Good Year (1971) (Summer replacement series)
- Chase, as Cyclops in "$35 Will Fly You to the Moon" (1974)
- The Merv Griffin Show (3 guest appearances, 1976–1979)
- The Christmas Songs (1979) (Host, Performer) (PBS Christmas variety show)
- Pray TV (1982) (Cameo)
- Hotel (1983) (pilot for series) (Cameo)
- Night Court (10 guest appearances 1986–1992, most as himself)
- A Spinal Tap Reunion: The 25th Anniversary London Sell-Out (1992)
- Pops Goes the Fourth (1995)
- Seinfeld – "The Jimmy" (1995)
- Sliders – "Greatfellas" (1996)
- Happy New Year, U. S. A. December 31 PBS

## Na cultura popular
Em 2025, a música The Windmills of Your Mind na voz de Mel Tormé foi incluída na trilha sonora da série Ruptura (Severance), encerrando o último episódio da 2ª temporada, da Apple TV+. Reforçando sua relevância atemporal e a versatilidade de sua obra no contexto de produções contemporâneas.